# Kenjiro Urata
Kenjiro Urata (Japans: 浦田 健次郎, Urata Kenjirō) (Tokio, 15 december 1941) is een Japans componist en muziekpedagoog.

## Levensloop
Zijn studie van de compositie begon hij in 1965 aan de Tokyo National University of Fine Arts and Music en gradueerde aldaar. Aansluitend voltooide hij zijn studies tot 1972 aan dezelfde universiteit en behaalde het diploma Master of Music.
Urata is bestuurslid van de Japanse sectie van de International Society for Contemporary Music en een lid van de federatie van de Japanse componisten. Tegenwoordig is hij professor in compositie aan de Tokyo National University of Fine Arts and Music.

## Composities

### Werken voor orkest
- 1968 Music for celebration
- 1971 3 Movements for strings
- 1981 Symphony
- 1987 Scena
- 1994 Erhu concerto

### Werken voor harmonieorkest
- 1969 Metamorphosis
- 1971 Metaplasm III
- 1979 Prelude
- 1981 Requiem, voor harmonieorkest
- 1983 Ballade, voor harmonieorkest
- 1983 Ode, voor harmonieorkest
- 1984 March Opus 1
- 1985 3 Symphonic movements, voor harmonieorkest
- 1994 Music, voor harmonieorkest
- 1998 Antiphon voor piccolo, twee fluiten, twee hobo's, althobo, twee klarinetten, basklarinet, twee fagotten, contrafagot, vier hoorns, drie trompetten, drie trombones, tuba, vier slagwerkers, piano en acht contrabassen
- Serioso, voor harmonieorkest

### Kamermuziek
- 1966 Sonata voor altsaxofoon en piano
- 1967 Tautology No. 1 voor 8 saxofoons, 5 tubas en 5 slagwerkers
- 1969 Metaplasm I  solo marimba
- 1969 3 Pieces voor saxofoonkwartet (1 sopraansaxofoon, 1 altsaxofoon, 1 tenorsaxofoon, 1 baritonsaxofoon)
- 1971 Metaplasm II voor marimba en harp
- 1972 Melos I voor fluit (ook: piccolo), hobo, (ook: hobo d'amore) en klarinet (ook: Es klarinet)
- 1974 Metaplasm IV voor hobo en harp
- 1975 Gian－Dung voor 2 trompetten
- 1976 Melos II voor fluit, viool en piano
- 1977 Monlogue voor hobo
- 1978 Intermezzo voor fluit, klarinet, marimba, slagwerk en contrabas
- 1985 Arioso voor altviool en piano
- 1990 Melos III voor fluit, klarinet en slagwerk
- 1995 Godan-henyou voor solo slagwerk
- 1995 Duo II voor shinobue en slagwerk
- 1997 Duo I voor viool en slagwerk
- 1999 Bridge voor solo slagwerk

### Werken voor piano
- 1974 Passacaglia for piano
- 1984 25 Songs from "Mother Goose"

### Vocale muziek en koormuziek
- 1968 Oyasumi kabe no maria sama voor sopraan en piano
- 1969 Ruika voor alt en piano
- 1974 Akarashibiki uta voor alt en piano
- 1992 6 Songs from YAGI Jukichi voor sopraan en piano
- 1981 Gekko・Nikko voor gemengd koor
- 1985 Yugure voor vrouwenkoor en piano
- 1988 Aru ame no asa voor gemengd koor en piano
- 1988 Ajisai voor gemengd koor
- 1988 Hitori no yama voor gemengd koor en piano
- 1988 Natu no fukei voor gemengd koor en piano
- 1990 Umi yo voor vrouwenkoor en piano
- 1992 Kisetu no nakade voor gemengd koor en piano
- 1992 Wagahai wa neko de aru voor kinderkoor en piano
- 1993 Tebako voor kinderkoor en piano
- 1994 Toi tomo voor gemengd koor en piano
- 1995 Kaze voor vrouwenkoor en piano
- 1998 3 Chorus from "Misuzu Kaneko" voor kinderkoor en piano
- 1999 2 Chorus from "Misuzu Kaneko" voor kinderkoor en piano

### Werken voor traditioneele Japanse instrumenten
- 1989 Hekitan No. 1 voor shinobue, 17-snaaren-koto
- 1986 Hekitan No. 2 voor solo shamisen
- 1988 Hekitan No. 3 voor shakuhachi, 2 koto's, 17-snaaren-koto
- 1990 Hekitan No. 4 voor shakuhachi, shamisen, koto
- 1993 Kareno voor solo koto
- 1993 Hekitan No. 5 voor shamisen, biwa
- 1994 Hekitan No. 6 voor solo kokyu
- 1996 Hekitan No. 7 voor solo koto
- 1996 1 Movement for shichiku voor shakuhachi, shamisen, biwa, 2 koto, 17-snaaren-koto
- 1997 Hekitan No. 8 voor solo shinobue
- 1997 5 Love songs voor zang, shinobue, shamisen, koto
- 1998 3 Songs without words voor shinobue, shakuhachi, shamisen, 2 koto's, 17-snaaren-koto, percussie
- 1999 Hekitan No. 9 voor shakuhachi, shamisen

- CiNii: DA08550209
- Gemeinsame Normdatei: 1149565292
- International Standard Name Identifier: 0000 0003 9741 3858
- MusicBrainz: 49e5f7f3-1ff6-482e-a961-5d906cf9135f
- Bibliotheek van het Japanse parlement: 00118672
- Nederlandse Thesaurus van Auteursnamen: 345405994
- Virtual International Authority File: 17646257
- WorldCat: E39PBJwRTVkdVyqgPY8wK3PvpP